# Neolitsea zeylanica
Neolitsea zeylanica là loài thực vật có hoa trong họ Nguyệt quế. Loài này được (Nees & T. Nees) Merr. miêu tả khoa học đầu tiên năm 1906.